# Archéosite d'Aubechies

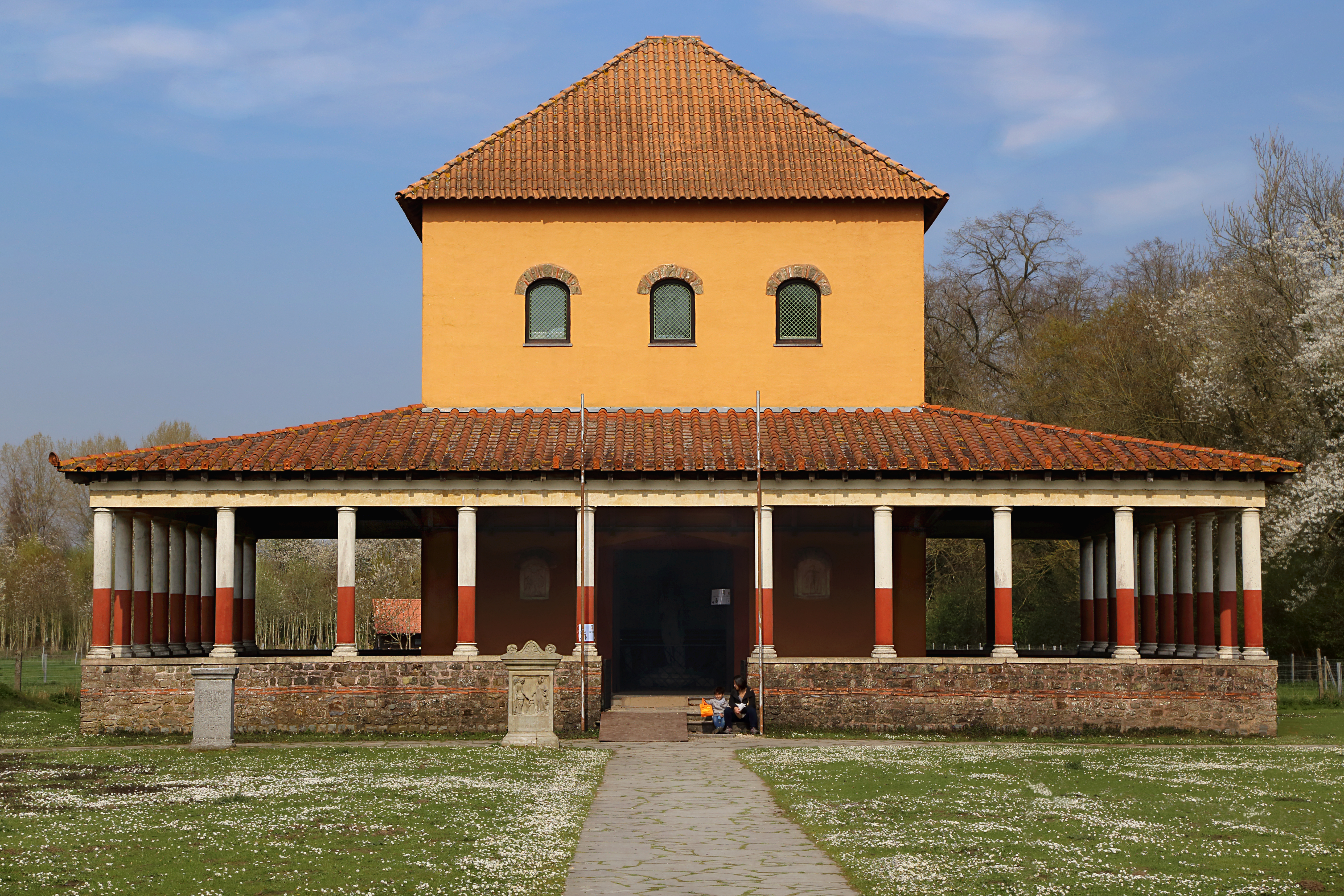
Le temple romain.

L'Archéosite d'Aubechies , renommé depuis 2013 en Musée et Archéosite d'Aubechies à la suite de la création du Musée sur les cultes et croyances antiques (CICCA – Centre d’interprétation des Cultes et Croyances Antiques), est un parc archéologique et un archéosite situé en Belgique à Aubechies sur le territoire de la commune de Beloeil, dans la province de Hainaut.
Il présente des reconstitutions d'habitations préhistoriques et protohistoriques qui se sont succédé depuis le Néolithique ancien en passant par l'âge du Bronze et les deux âges du Fer jusqu'au IIe siècle. L'archéosite comporte également une partie gallo-romaine dans laquelle ont été reconstitués un fanum, un portique et une villa. 
L'impulsion première à la création du site à partir de 1983 a été donnée par Léonce Demarez (1933-2006), archéologue amateur et inventeur des vestiges gallo-romains de Blicquy, d'une part, l'agglomération dit du "Camp romain", d'autre part, le sanctuaire dit de la "Ville d'Anderlecht".

## Habitations préhistoriques et protohistoriques

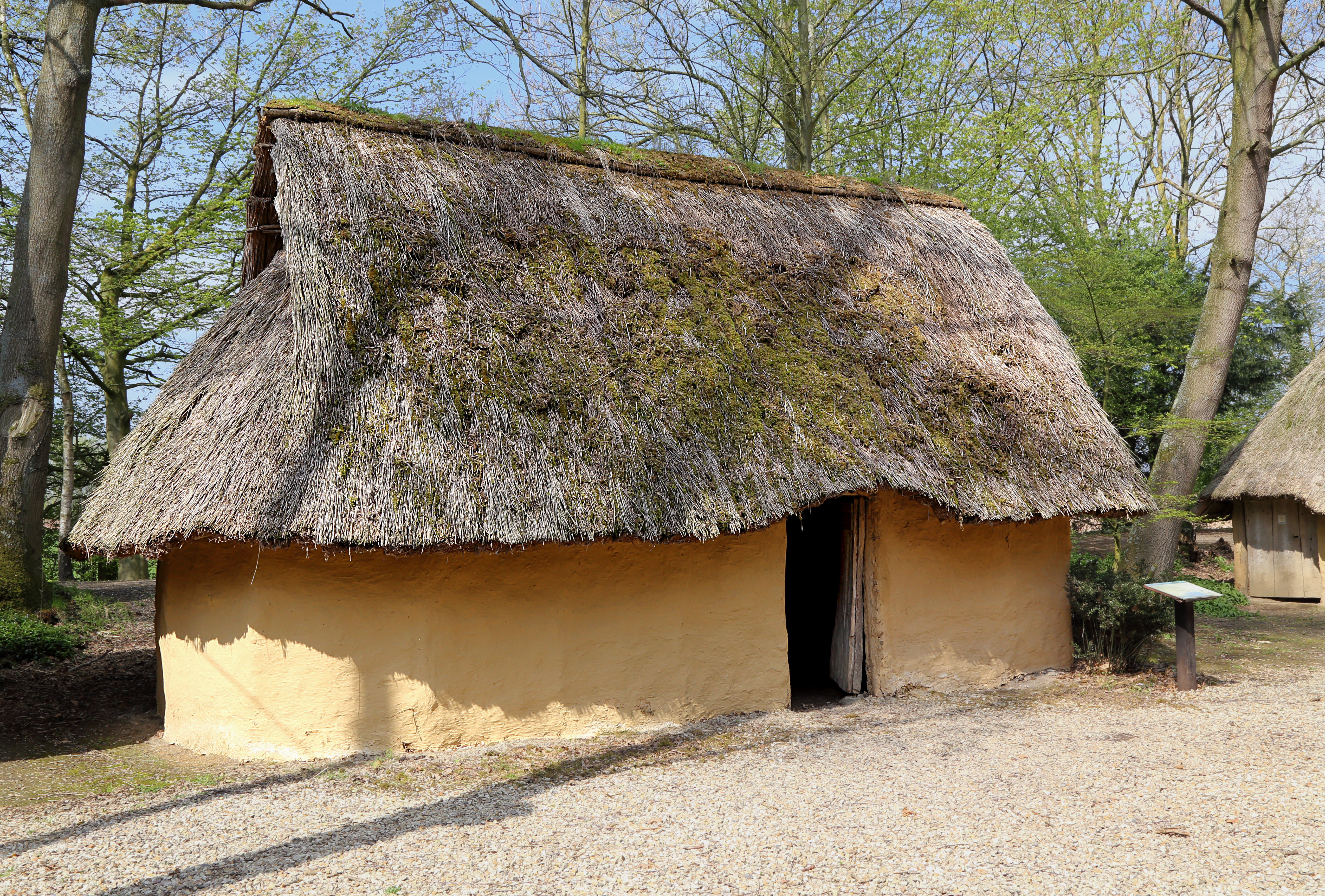
Une maison gauloise.

Les maisons se caractérisent par d'amples surfaces et sont destinées à la vie communautaire, familiale. En plus de la pièce de vie, on retrouve un atelier de taille de silex, des greniers à grain, des ateliers de potier et de bronzier ainsi qu'une forge.

## Époque gallo-romaine

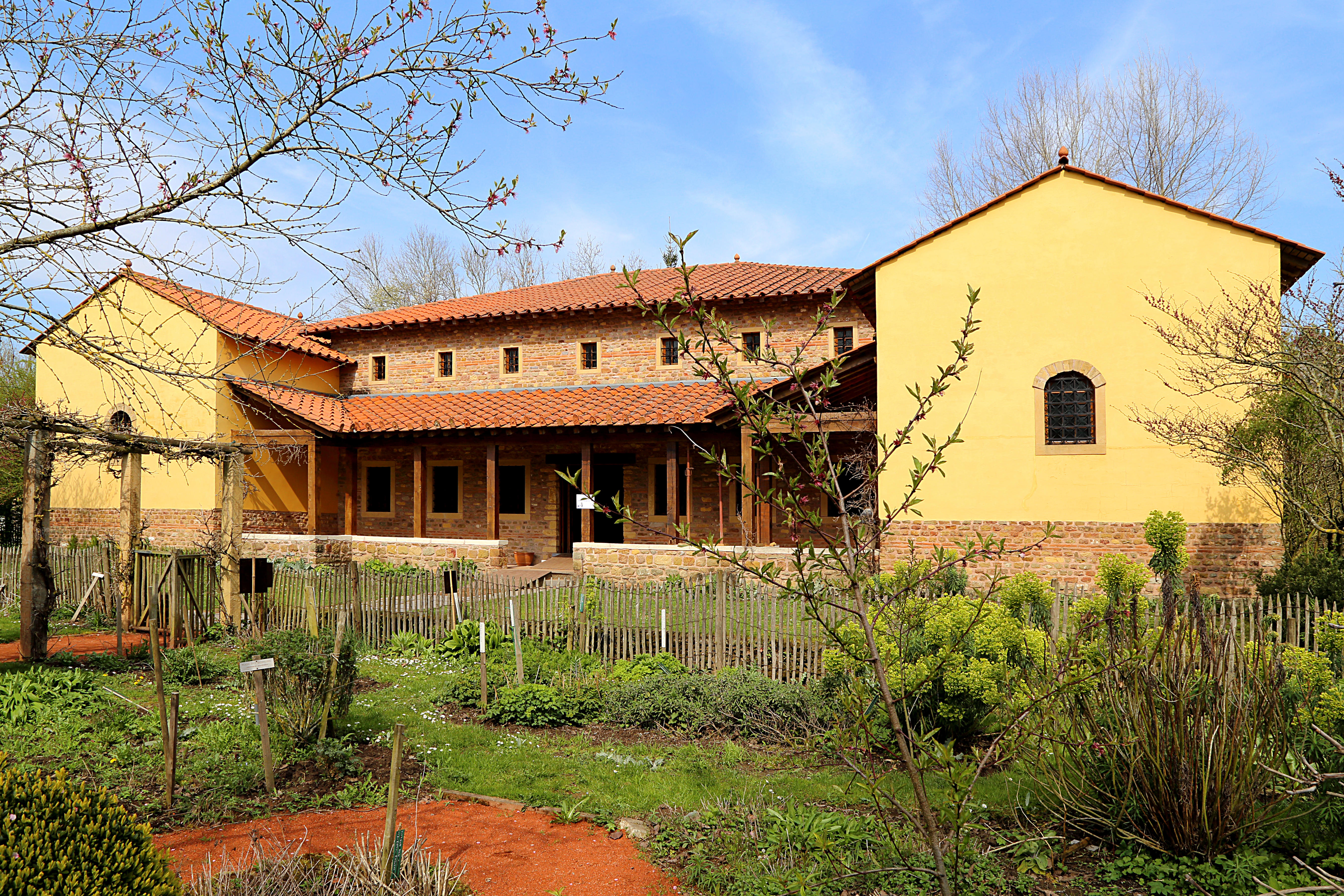
La villa romaine.

Une villa, une nécropole et un temple (fanum) illustrent la période gallo-romaine.
La villa comporte la pièce de réception (oecus en latin) et quelques dépendances. Des fresques et meubles recréent la décoration de l'époque.
Les recherches sur le site gallo-romain de Blicquy ont servi de point de départ à la reconstitution d'un temple dédié à une divinité non encore identifiée. Un espace au centre lui est réservé, il s'agit de sa demeure. Pour l'instant, s'y trouvent les statues des dieux Mars, Mercure, Vénus et Minerve entourés d'offrandes. Une galerie enserre la salle principale. Elle pouvait accueillir les voyageurs ainsi que des représentations de dieux secondaires.
La nécropole a été reconstituée à partir d'authentiques sépultures dont disposent les musées d'Arlon, Trèves ou Strasbourg. Ces monuments funéraires permettent une meilleure compréhension de la vie des Romains : les classes sociales, les liens familiaux, les croyances et bien d'autres composants de la vie d'autrefois.
Enfin une galerie à colonnade complète le sanctuaire. Elle permettait aux pèlerins de se retrouver lors de réceptions rituelles. Pour la réaliser, l'équipe de l'Archéosite s'est basée sur les découvertes d'un sanctuaire à Ribemont-sur-Ancre en Picardie. 
En 2000, un chaland, de 16 mètres de long et de 2,90 mètres de large, a été mis à l'eau. L'original se situe à l'Espace gallo-romain à Ath.

## CICCA – Centre d’interprétation des Cultes et Croyances Antiques
Depuis 2013, un musée et centre d'interprétation ont été installés dans le portique gallo-romain reconstitué sur l'esplanade en face du temple gallo-romain. Cet espace muséal, baptisé Espace Léonce Demarez en honneur du fondateur de l'archéosite, présente la matériel archéologique retrouvé lors des fouilles menées par Léonce Demarez dans le cadre de recherches personnelles, puis dans le cadre du Cercle de Tourisme et Recherches Archéologiques Blicquy-Aubechies (CTRA) créé par Léonce Demarez, puis par le service des fouilles de la Région wallonne ainsi que le CNRS Paris.
L'une des pièces maîtresses de cet espace muséal est une statuette gallo-romaine en bronze représentant le dieu Mars, d'excellente facture en comparaison d'un autre exemplaire de statuette représentant le dieu Mars et retrouvé antérieurement à Blicquy en août 1965. Dans la publication de la campagne de fouilles 1994-1996, durant laquelle fut trouvée la statuette de Mars actuellement conservée au CICCA, nulle mention n'est faite du lieu de conservation exacte de cette statuette. Contrairement à celle retrouvée en 1965, elle n'est pas conservée par les Musées royaux d'Art et d'Histoire de Bruxelles. Il doit être remarqué qu'entre la date de la découverte de cette statuette et la création du CICCA, la statuette était conservée dans un endroit inconnu. La statuette refit surface avec la création de cet espace muséal.

## Évènementiel
L'archéosite d'Aubechies organise plusieurs évènements durant l'année. Parmi les évènements les plus remarquables, se distinguent le Celtival vers la fin du mois de juin, ainsi que le week-end d'archéologie expérimentale vers la fin du mois d'août, qui attire plusieurs dizaines de reconstitutionnistes de diverses nationalités.

## Galerie

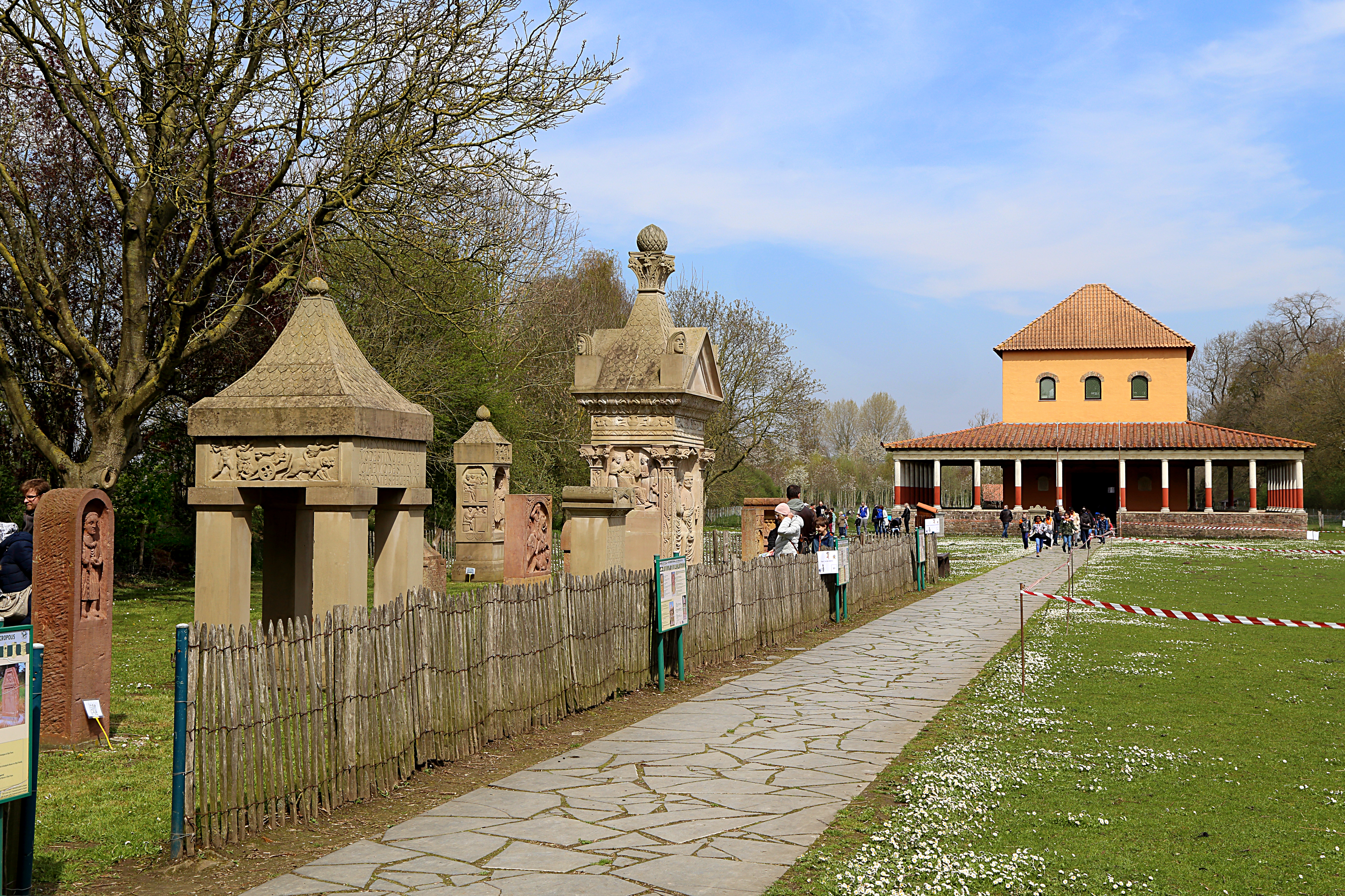
La nécropole et le temple romain.
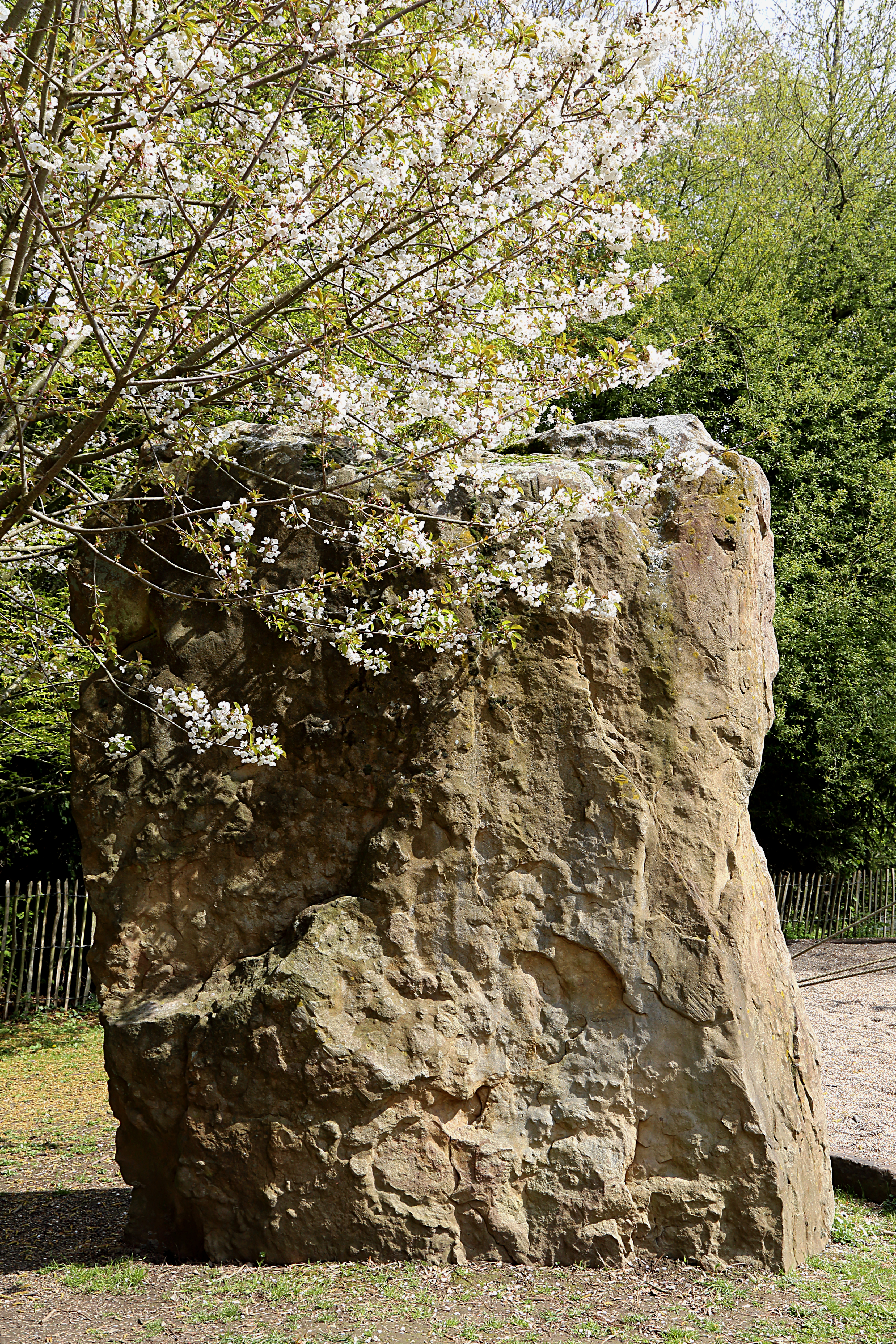
Menhir (+/- 2500 / 2000 av. J.C.).
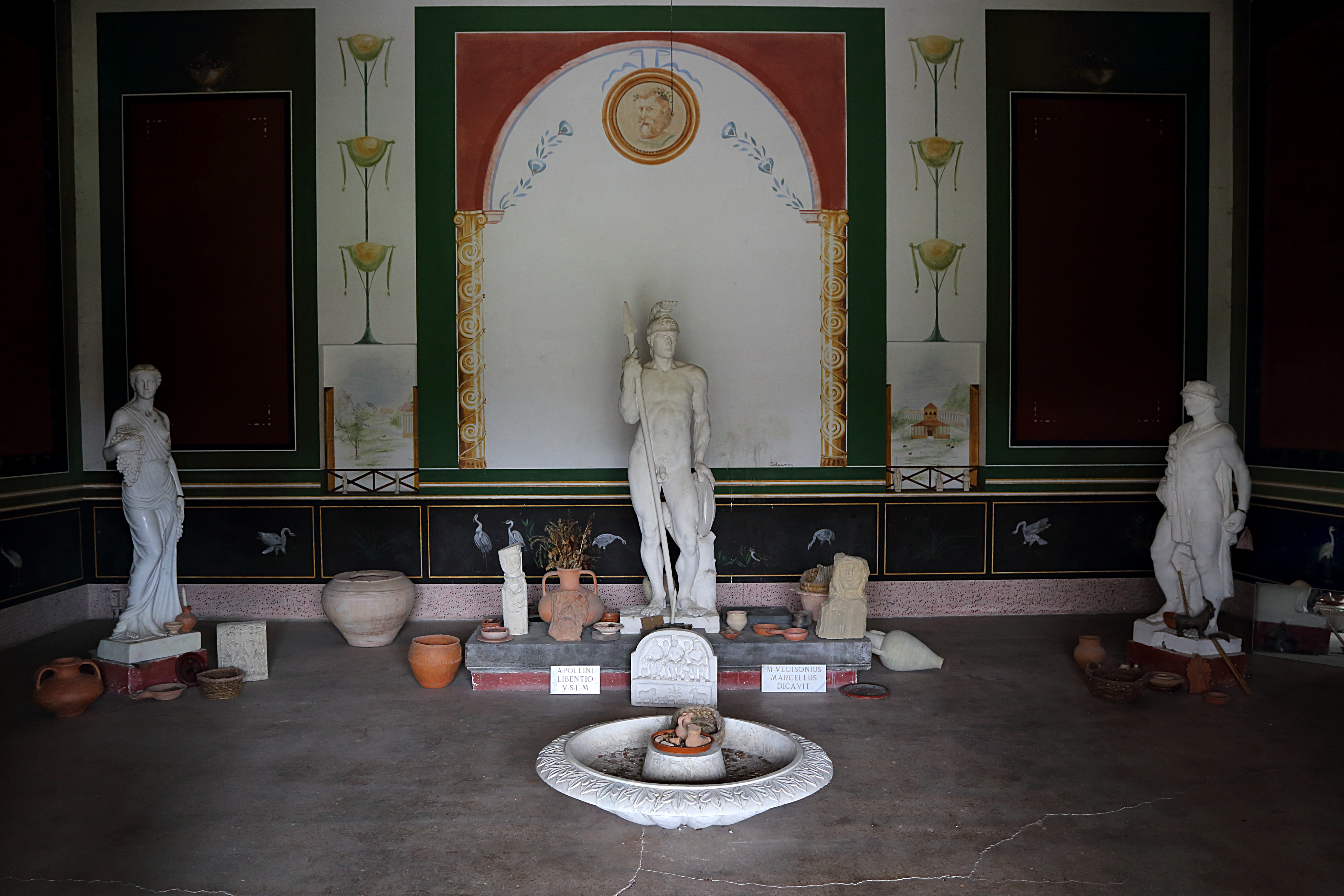
Intérieur du temple romain.
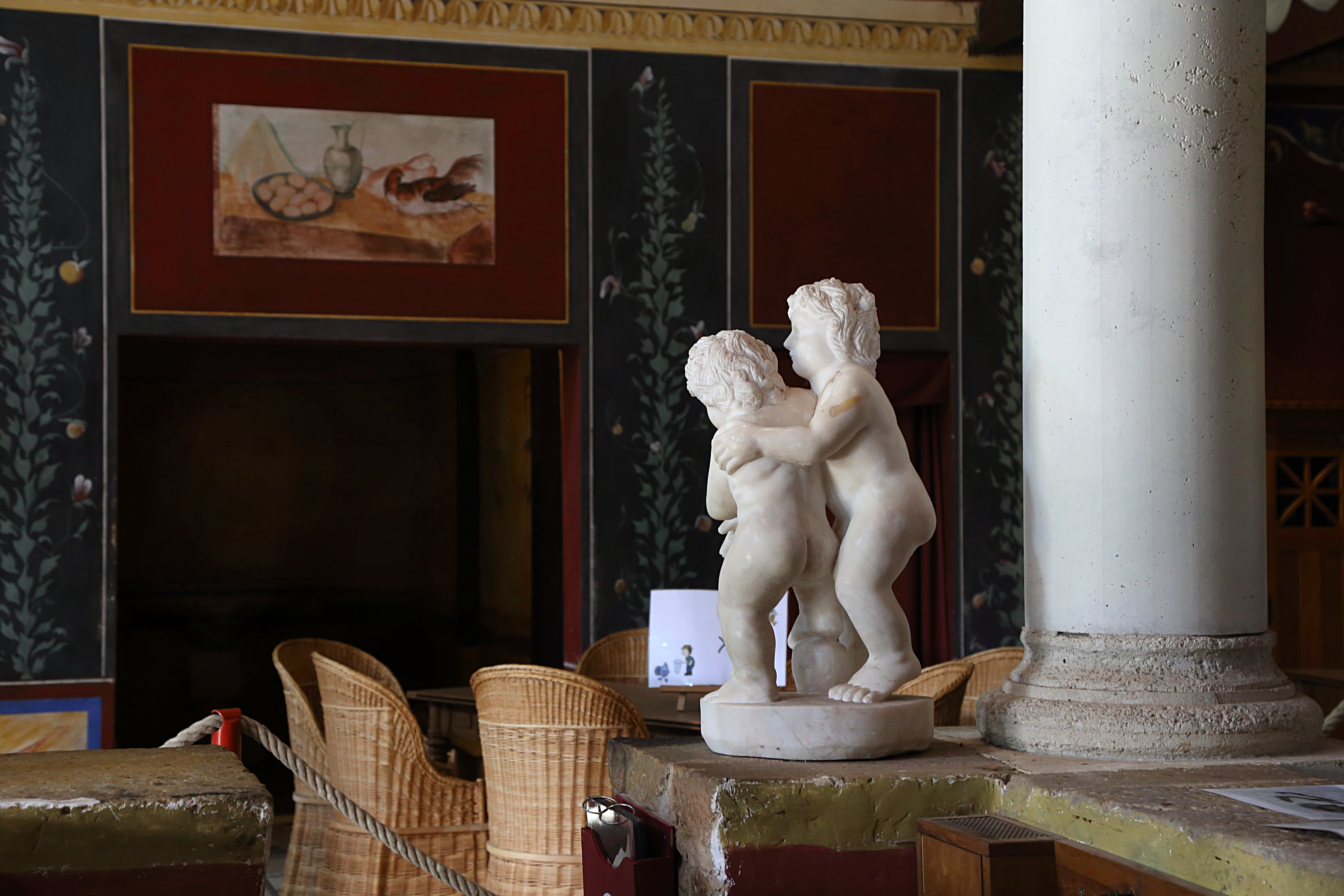
Intérieur de la villa romaine.
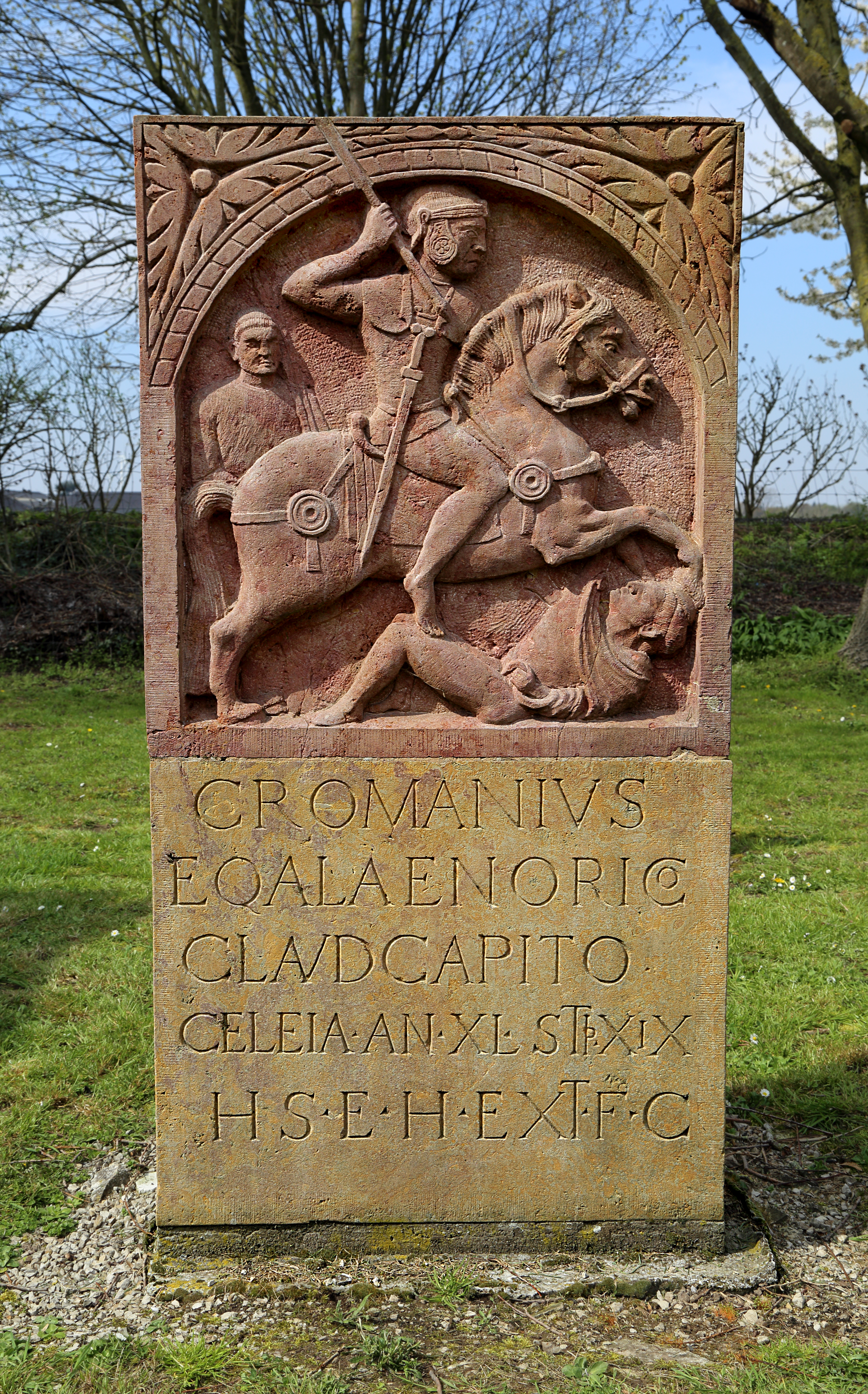
Stèle funéraire du cavalier Romanius.